# Янов, Скотт
Скотт Янов (англ. Scott Yanoff) — американский специалист по информационным технологиям. Всеобщую известность приобрёл на начальном этапе становления Интернета как составитель «Списка Янова» («Список возможностей Internet»). К середине 1990-х, с появлением удобных поисковых систем, значение списка быстро падало и его поддержка Яновым была прекращена. Тем не менее и годы спустя данный феномен огромной популярности и стремительного забвения различных ресурсов в период становления Интернета продолжает привлекать внимание исследователей.

## Биография
Родился 20 октября 1969 в Шорвуде, штат Висконсин. По отцовской линии является потомком иммигрантов из Малороссии, прибывших в конце XIX века и изначально записанных как Yanofsky.
В 1988 окончил Nicolet High School и поступил на факультет информатики Университета Висконсина-Милуоки. В сентябре 1991 Янов собрал список шести ресурсов, которые показались ему особо полезными или интересными при собственном знакомстве с Интернетом. Он поделился этим списком в группах новостей alt.bbs.internet и news.answers. Список немедленно обрёл популярность, разошёлся по иным группам, а сам Янов получил множество рекомендаций по включению в список других ресурсов. Указанные события подтолкнули Янова к идее регулярных выпусков обновлённых и расширенных версий списка. Формально он назывался «Special internet services», позднее «Special internet connections», но в сетевой среде был известен просто как «The Yanoff List» («Список Янова»).
С экспоненциальным развитием Интернета в 1990-х, прежде всего World Wide Web, а также с появлением специализированных ресурсов каталогизации и поиска, актуальность Списка Янова быстро снижалась. Последнее его обновление вышло в мае 1995 года, после чего он вышел из широкого употребления.
В дальнейшем Скотт Янов продолжал работать в сфере информационных технологий, но в период «Пузыря доткомов» и позднее каких-либо заметных событий с его именем не связано. Он работал программистом, затем IT-менеджером в ныне закрытой компании Strong Capital Management, затем директором по информационной безопасности в инвестиционном фонде Northwestern Mutual.